# Chlenias apalama
Chlenias apalama är en fjärilsart som beskrevs av Turner 1939. Chlenias apalama ingår i släktet Chlenias och familjen mätare. Inga underarter finns listade i Catalogue of Life.